# ريغ أباد (أرومية)
ريغ أباد هي قرية في مقاطعة أرومية، إيران. عدد سكان هذه القرية هو 224 في سنة 2006.